# إسكان الملك عبد الله (الروان)
إسكان الملك عبد الله السكني أو ما يطلق عليه إسكان القائم هو اسكان أنشئ بعد قرية الروان بخمسة كيلوا ويقع في الجزء الغربي من محافظة العارضة بمنطقة جازان وتعتبر المدخل الرئيسي لمحافظة العارضة والقطاع الجبلي
بلغ عدد السكان باسكان الملك عبد الله بن عبد العزيز أكثر من 8 آلاف نسمة وهناك عدة قبائل تسكن الإسكان ومنها قبائل آل شراحيل 
يهتم سكان إسكان الملك عبد الله بالرياضة والفعاليات ولديهم عدة نوادي ومنها نادي الروان أو نادي الحي بالروان ونادي نابولي الخشل  

## أهم المعالم
- جامع الملك عبد الله بن عبد العزيز آل سعود
- جامع عمر بن الخطاب رضي الله عنه
- مركز الروان الصحي
- مدرسة عمرو بن القيس
- منتزه الروان
- ساحة الملك سلمان بن عبد العزيز آل سعود